# Bolon
Bolon is een bestuurslaag in het regentschap Karanganyar van de provincie Midden-Java, Indonesië. Bolon telt 6494 inwoners (volkstelling 2010).